# 김형영
김형영(1945년 1월 6일 ~ 2021년 2월 15일)은 대한민국의 시인이다.
1945년 1월 6일, 전라북도 부안에서 태어났다.

## 간행
- 1969년: 시 동인지 ≪칠 년대≫ 발간. [동인: 강은교, 김형영, 박건한, 석지현, 윤후명(상규), 임정남, 정희성]
- 1973년: 시집 ≪침묵의 무늬≫(샘터사) 간행
- 1979년: 시집 ≪모기들은 혼자서도 소리를 친다≫(문학과지성사) 간행
- 1981년: 성서 예화집 ≪내가 찾은 숲 속의 작은 길≫(샘터사) 간행
- 1986년: ≪한국전래동요선≫(샘터사) 엮음
- 1987년: 시집 ≪다른 하늘이 열릴 때≫(문학과지성사) 간행
- 1992년: 시집 ≪기다림이 끝나는 날에도≫(문학과지성사) 간행
- 1997년: 시집 ≪새벽달처럼≫(문학과지성사) 간행.
- 2000년: 시집 ≪홀로 울게 하소서≫(열림원) 간행
- 2001년: 시집 ≪침묵의 무늬≫(문학동네) 재출간
- 2004년: 시집 ≪낮은 수평선≫(문학과지성사) 간행
- 2005년: 시선집 ≪내가 당신을 얼마나 꿈꾸었으면≫(문학과지성사) 간행
- 2009년: 시집 ≪나무 안에서≫(문학과지성사) 간행.

## 수상
- 1966년: ≪문학춘추≫ 신인상
- 1967년: 문공부 신인예술상 수상
- 1988년: 현대문학상 수상
- 1993년: 한국시인협회상 수상
- 1997년: 서라벌문학상 수상
- 2005년: 가톨릭문학상 수상
- 2009년: 육사시문학상, 구상문학상 수상